# Conocrinus lofotensis
Conocrinus lofotensis is een gesteelde zeelelie uit de familie Bourgueticrinidae.
De soort werd in 1868 beschreven en benoemd door Michael Sars, die hem indeelde in het nieuwe geslacht Rhizocrinus. De soortnaam verwijst naar de Lofoten, waar de soort in 1864 op een diepte van ongeveer 550 meter was gevonden door Michaels zoon Georg Ossian Sars.
C. lofotensis komt voor in het noordelijk deel van de Atlantische Oceaan.